# Кесало
Кесало (груз. ქესალო, азерб. Kosalı) — село в Гардабанском муниципалитете, края Квемо-Картли в Грузии. Находится в юго-восточной части Грузии, на территории исторической области Борчалы.

## История
Название села впервые упоминается в исторических документах 1886 года, во время проведенной в регионе переписи населения. В некоторых источниках село проходит под названием Гараджалар-Косалы (азерб. Qaracalar - Kosalı).

### Топоним
Топоним села Кесало (азерб. Kosalı) в переводе с азербайджанского языка означает — «безбородый».

## География
Село расположено на Гараязинской равнине, около шоссейной дороги Тбилиси - Гардабани, в 100 метрах от районного центра Гардабани, на высоте 304 метров над уровнем моря.

## Население
По данным Государственного статистического комитета Грузии, согласно официальной переписи 2002 года, численность населения села Кесало составляет 5612 человек и на 98 % состоит из азербайджанцев.

## Экономика
Население в основном занимается овцеводством, скотоводством и овощеводством. Жители села испытывают проблемы с нехваткой пашенных земель. Ранее в селе функционировал консервный (фруктово-овощной) завод.

## Достопримечательности
- Средняя школа имени Кесало — построена в 1918 году;[5][10]
- Суннитская мечеть;[5]

## Известные уроженцы
- Халид Камилов - врач, (в 1969-2010 - главный врач амбулатории в селах Назарло и Кесало);
- Майыл Усубоглу — народный поэт. [5]
- Шахисмаил Мамедов — журналист АЗЕРТАДЖа.